# Clay Township (comté d'Atchison, Missouri)
Pour les articles homonymes, voir Clay Township.
Clay Township est un township du comté d'Atchison dans le Missouri, aux États-Unis,. En 2010, le township comptait une population de 1 798 habitants. Il est fondé en 1856 et baptisé en référence à Henry Clay.

## Source de la traduction
- (en) Cet article est partiellement ou en totalité issu de l’article de Wikipédia en anglais intitulé « Clay Township, Atchison County, Missouri » (voir la liste des auteurs).